# 大分市立大分高等専修学校
大分市立大分高等専修学校（おおいたしりつ おおいたこうとうせんしゅうがっこう）は、かつて大分県大分市東鶴崎にあった公立高等専修学校。

## 概要
女子を教育対象とし、被服に関する技術の習得を目的とする専修学校であった。開校以来、閉校までに合計1,192人が学んだ。1969年（昭和44年）に文部省から技能連携教育機関として指定を受け、大分県立碩信高等学校との連携教育を行なっており、1986年（昭和61年）度から大学受験資格の認可された。入学希望者の減少などにより、2008年（平成20年）度から募集を停止し、2010年3月に閉校した。

## 教育目標
誠実・自立・創造の校訓を教育の基調としながら家庭科（被服科）を中軸とした教育活動を通じて、基礎・基本の知識と技術を取得し、心豊かでたくましい生徒の育成に努める

## 課程
- 高等課程
  - 被服科

修業年限3年、定員240名。

## 年表
- 1950年 - 前身の鶴崎町立鶴崎高等家政学校創立[1]。なお、大分市立エスペランサ・コレジオも同校を前身とする。
- 1968年 - 大分高等職業学校として開校[4]。
- 1976年 - 大分高等専修学校となる[4]。
- 2010年3月31日 - 閉校[4]。

## 学校行事
| - 4月 遠足・PTA総会・教育相談 - 5月 前期生徒総会 - 6月 日商簿記検定・家庭科技術検定 | - 7月 修学旅行 - 8月 - 9月 教育相談 | - 10月 和服着装講習会・文化祭・体育祭 - 11月 日商簿記検定・ファッションショー - 12月 防災避難訓練 | - 1月 新年祝賀会・全商簿記検定 - 2月 3年お別れ遠足・和裁技能士検定 - 3月 |